# Boguchwałowice
Boguchwałowice (ros. Богухваловицы, nazwa wsi obowiązującą w czasach zaboru rosyjskiego) – wieś w Polsce położona w województwie śląskim, w powiecie będzińskim, w gminie Mierzęcice, nad zbiornikiem Przeczyce (nazywanym czasami Zalewem Przeczycko-Siewierskim) - mimo że duża większość obszaru zalewu mieści się właśnie tutaj. Oddalona od Katowic o około 35 km.
Wieś biskupstwa krakowskiego w księstwie siewierskim w końcu XVI wieku.  W latach 1975–1998 miejscowość administracyjnie należała do województwa katowickiego.
Do Boguchwałowic dojeżdżają autobusy MZKP co umożliwia mieszkańcom bezpośredni dojazd do Będzina i Tarnowskich Gór. We wsi znajduje się kilka sklepów, kompleks barów, pole namiotowe i gospodarstwa agroturystyczne. Latem ludność Boguchwałowic zwiększa się kilkakrotnie, dzięki turystom przybywającym na plażę Zalewu Przeczycko-Siewierskiego. Od roku 2014 wieś posiada kanalizację. Znajduje się tu również tama (nazywana przez mieszkańców Małą Tamą, w odróżnieniu od Dużej Tamy w sąsiednich Przeczycach) z upustem wody z przepływającego przez wieś strumyka. Obok tamy znajduje się także źródło wody pitnej i stadnina.
Od 1926 r. działa w Boguchwałowicach Ochotnicza Straż Pożarna. Kościół pw. Wniebowzięcia NMP wznieśli mieszkańcy w latach 80. Obecna jest Szkoła Podstawowa (klasy I-III) połączona z przedszkolem.